# 泉上县 (福建)
泉上县（1933年8月16日—1934年5月）是福建省历史上的一个县。
1933年8月16日，中华苏维埃共和国福建省析宁化、清流、归化三县地置泉上县。下辖泉上、巫坊、店上3个区。治所在今福建省宁化县泉上圩。县因此得名。在中央苏区第五次反围剿战争中，泉上县由福建省划归闽赣省管辖。1934年5月，泉上县撤销。